# Micropterix osthelderi
Micropterix osthelderi là một loài bướm đêm thuộc họ Micropterigidae. Nó được Heath miêu tả năm 1975. Nó được tìm thấy ở Ý, Đức, Thụy Sĩ, Áo, Ba Lan, Cộng hòa Séc và Đan Mạch.
Nơi sống bao gồm các khu rừng tùng bách hỗn hợp đặc biệt ở các vùng núi.
Chiều dài cánh trước khoảng 4.7 mm đối với con đực và 5–5.6 mm đối với con cái.
mm.